# Ina Meschik
Ina Meschnik, née le 25 septembre 1990 à Sankt Veit an der Glan, est une snowboardeuse autrichienne spécialisée dans les épreuves de parallèle (slalom et géant). 
Au cours de sa carrière, elle a disputé les Jeux olympiques d'hiver de 2014 où elle a terminé 4e en slalom génat parallèle et 8e en slalom parallèle. En coupe du monde elle est montée sur deux podiums avec une troisième place en géant le 17 décembre 2009 à Telluride et le 21 mars 2010 à La Molina. Elle a également remporté deux médailles lors de mondiaux juniors : l'argent en géant en 2008 puis le bronze en géant en 2009.

## Palmarès

### Coupe du monde
- Meilleur classement général : 56e en 2009.
- Meilleur classement de parallèle : 10e en 2014.
- 2 podiums en géant.

## Liens externes

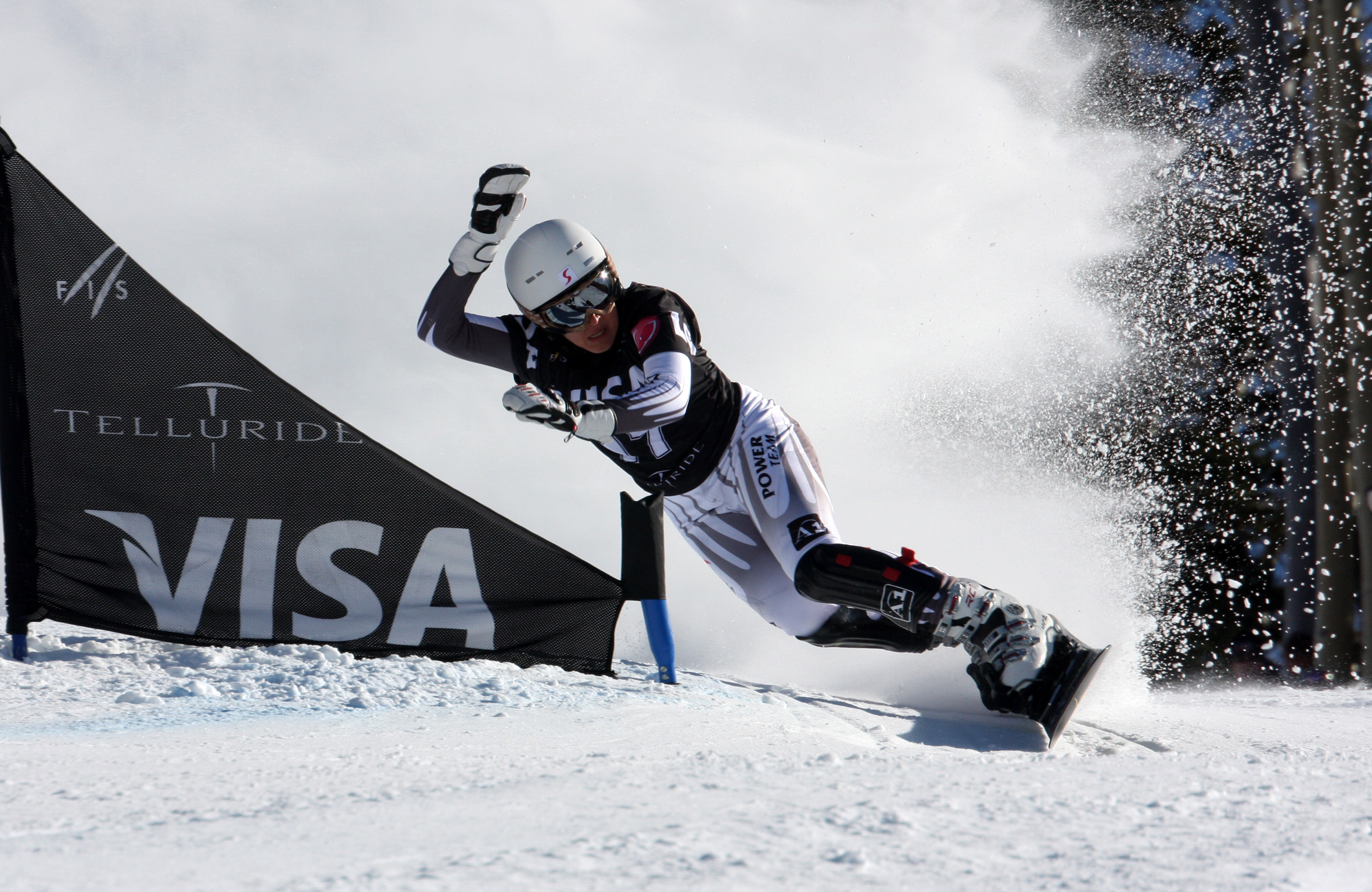
Coupe du monde. Ina Meschik est montée sur un podium avec une troisième place en géant le 17 décembre 2009 à Telluride